# 伊斯盧因 (英國國會選區)
伊斯盧因（英語：Islwyn），英國國會一郡選區，位於威爾斯南部卡菲利東南部。始設於1983年。
本區自創設以來一直支持工黨。克里斯·埃文斯在2010年大選中以49.2%選票勝出該區首度晉身下議院。